# Камга (река, впадает в Телецкое озеро)
Камга — река в России, протекает в Республике Алтай. Устье реки — залив Камга Телецкого озера. Длина реки составляет 23 км.

## Данные водного реестра
По данным государственного водного реестра России относится к Верхнеобскому бассейновому округу, водохозяйственный участок реки — Бассейн оз. Телецкое, речной подбассейн реки — Бия и Катунь. Речной бассейн реки — (Верхняя) Обь до впадения Иртыша.